# (5852) Nanette
(5852) Nanette ist ein Asteroid im Hauptgürtel, der am 19. April 1991 von der US-amerikanischen Astronomin Carolyn Shoemaker am Palomar-Observatorium (IAU-Code 675) etwa 80 Kilometer nordöstlich von San Diego in Kalifornien entdeckt wurde.
Benannt wurde der Asteroid nach Nanette, der Tochter des kanadischen Mitentdeckers David H. Levy. 